# Vișniovca, Cantemir
Vișniovca (în rusă Вишниовка, în poloneză Wiszniówka, în germană Wischniowka) este un sat din raionul Cantemir, Republica Moldova, în trecut o localitate de tip orășenesc.

## Istorie
În planurile de cadastru generale și speciale, între anii 1746-1917, este înregistrată ca Capaclia Nouă (Sevastianovca), domeniul lui Paraskiewa Wiszniowska.
Între 1925 și 1938, comuna Vișinești, plasa Ștefan cel Mare, județul Cahul, Regatul României.
La 30 octombrie 1948, așezarea a primit statutul de așezare urbană de tip oraș, cu propriul său consiliu local.

## Demografie

### Structura etnică
Structura etnică a localității conform recensământele populației din 1930, 2004, 2014:
| Grup etnic                                               | 1897      | 1930      | 1930        | 2004      | 2004         | 2014      | 2014        |
|                                                          | Populație | Populație | % Procentaj | Populație | % Procentaj  | Populație | % Procentaj |
| -------------------------------------------------------- | --------- | --------- | ----------- | --------- | ------------ | --------- | ----------- |
| Băștinași declarați Moldoveni Băștinași declarați Români |           | 0 435     | 32,3%       | 1220 4    | 76,11% 0,25% | 1081 27   | 81,7% 2%    |
| Găgăuzi                                                  |           | 6         | 0,4%        | 162       | 10,11%       | 89        | 6,7%        |
| Bulgari                                                  |           | 13        | 1%          | 88        | 5,49%        | 57        | 4,3%        |
| Ruși                                                     |           | 14        | 1%          | 65        | 4,05%        | 33        | 2,5%        |
| Ucraineni                                                |           |           |             | 52        | 3,24%        | 27        | 2%          |
| Polonezi                                                 |           |           |             | 1         | 0,06%        |           |             |
| Evrei                                                    |           | 76        | 5,6%        | 1         | 0,06%        |           |             |
| Germani                                                  |           | 803       | 59,6%       |           |              |           |             |
| Alții                                                    |           |           |             | 11        | 0,69%        | 10        | 0,8%        |
| Total                                                    | 515       | 1347      |             | 1603      |              | 1324      |             |

## Administrație și politică
Componența Consiliului local Vișniovca (9 consilieri), ales la 5 noiembrie 2023, este următoarea:
|  | Partid                                        | Consilieri | Componență | Componență | Componență | Componență |
|  | --------------------------------------------- | ---------- | ---------- | ---------- | ---------- | ---------- |
|  | Partidul Acțiune și Solidaritate              | 4          |            |            |            |            |
|  | Mișcarea „Respect Moldova”                    | 4          |            |            |            |            |
|  | Partidul Dezvoltării și Consolidării Moldovei | 1          |            |            |            |            |